# Зябликово (бывшая деревня)
Зя́бликово — бывшая деревня, вошедшая в состав Москвы при её расширении в 1960 году. Располагалась на территории современного района Орехово-Борисово Южное в районе современных Воронежской улицы и Гурьевского проезда.
Деревня располагалась между двумя оврагами: с севера — Шмелёвский овраг с речкой Шмелёвкой, с востока — Кузнецовский овраг с Кузнецовкой. С других сторон к деревне примыкали поля, а южнее полей начинался лес.
К востоку располагались деревни Беседы и Мильково, к западу — Орехово, к северу — сёла Борисово и Братеево.

## Происхождение названия

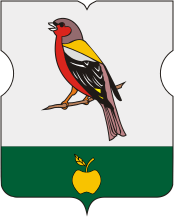
Герб района «Зябликово»

Есть несколько версий происхождения названия Зябликово:
- от «озяблый», то есть «замерзший», «мерзляк»[1] (это подтверждается тем, что существовало и другое название деревни — Озябликово);
- от птицы зяблик;
- от слова «зябля» — место, где скапливается и иногда застаивается вода[2].

При этом несмотря на то, что официальный сайт района «Зябликово» придерживается третьей версии, на гербе района изображён именно зяблик.

## История
Впервые деревня Зябликово упоминается в писцовой книге поместных и вотчинных земель 1627—1629 годов. В Жданском стане Московского уезда в вотчине села Беседы значится 

«деревня Зябликово на речке на Крупенской (…) пашни паханые добрые земли три четверти, да наездом пахано семь четь, да перелогом и лесом поросло семь четь с осминою и с четвериком в поле, а в дву потому ж».
Тогда в деревне было 9 дворов (5 крестьянских и 4 бобыльских), и 10 человек мужского населения. Позже Зябликово вошло в Коломескую дворцовую волость, и по переписи дворцовых волостей в 1646 году в деревне — 7 крестьянских и 2 бобыльских двора, а мужское население — те же 10 человек.
В писцовых книгах 1675—1677 гг. стольника И. Афросимова в составе Бесецкой волости описывается 

«деревня Зябликово на вершине Дмитриева пруда, а ныне припущено в пашню пустошь Садки да пустошь Лохтево (…) под дворами и огороды усадные земли три десятины без полу чети, животинного выпуску две десятины, пашни паханые худые земли пятдесят восем четей в поле, а в дву потому ж».
27 октября 1765 года сёла Остров и Беседы с деревнями в обмен на с. Ильинское Серпуховского уезда были пожалованы графу Алексею Григорьевичу Орлову (1737—1807). Из этих населённых пунктов была образована Островская вотчина сначала (1781—1802 гг.) Никитского, а затем Подольского уезда Московской губернии. Зябликово располагалось на границе уезда, на самом северо-западе Островской вотчины.
По Экономическим примечаниям к Генеральному межеванию (1784 год) земля здесь была «иловатая з глиною, хлеб средственной, покосы хорошие, лес дровяной, крестьяне на оброке». В деревне «Зябликова на правой стороне Хмелевки, а Кузнецовки на левой сторонах» по первой ревизии отмечено 30 дворов, 92 души мужского полу, 85 женского. На плане Генерального межевания 1766 г. видно, что в деревне две перпендикулярные улицы (из них выходят дороги к Большой Каширской дороге и в село Ащерино).
В 1807 году после смерти графа А. Г. Орлова-Чесменского вотчина переходит к его дочери Анне Алексеевне Орловой-Чесменской.
В Отечественную войну 1812 г. все её владение попало в зону действий французских войск. В каждое селение управителем вотчины было выдано оружие, учреждена круглосуточная стража. Осенью начались столкновения с приходящими из Москвы французскими отрядами. 19 сентября в Зябликово пришёл отряд из 50 человек, в сражении с крестьянами погибло десять французов, из крестьян же — один Иван Михайлов, французы отступили. С 27 сентября в селениях вотчины 4 дня стояла конная французская гвардия, и до 7 октября из Москвы наезжали грабить деревни отряды французов по 300—400 человек. Местные крестьяне вступали также в ополчение, а после войны в Зябликово не вернулись 7 человек.
В 1837 году после ходатайства своих крестьян о выкупе и переводе их в разряд государственных Анна Алексеевна Орлова-Чесменская уступает Островское имение в казну за 14 млн руб., причём крестьяне в обеспечение этой суммы обязались вносить ежегодно по 30 руб. с души и сверх того ещё доход со своих оброчных статей от 24,5 до 29 руб. в год.
Таким образом, в 1839 году крестьяне Зябликова, как и все другие крестьяне бывшей Островской вотчины графини А. А. Орловой-Чесменской, по отпускному акту перешли в состояние свободных хлебопашцев с обязательством уплатить долг графини Сохранной казне Московского воспитательного дома, который был полностью уплачен к 1861 году.
В 1874 году в деревне было 66 хозяйств, 172 мужчины и 217 женщин. В среднем на одного работника приходилось 4,5 дес. удобной земли. Кроме непосредственно принадлежавших деревне угодий крестьяне пользовались находившимися в общем владении всех селений бывшей Островской вотчины заливными лугами на противоположном берегу Москвы-реки, а также пустошами Суворихой и Кулигой-Разюмихой Подольского уезда, лугом Борисовским-Городня Московского уезда и пустошью Бояркинской Бронницкого уезда.
В конце XIX века население деревни составляло 164 мужчины и 207 женщин. Всего в общину входили 78 семей, из них 14 (17 %) в деревне не проживали. Часть населения занималась годовыми отхожими промыслами, и поэтому постоянно здесь проживали 95 мужчин (57 % мужского населения) и 195 женщин (94 % женского населения).
В 1899 году грамотными были 41 % жителей деревни (68 % мужчин и 22 % женщин).

### Традиционные промыслы в деревне
Почвы Зябликова были довольно скудны, а урожаи низки. Именно поэтому основу деятельности крестьян составляли различные промыслы. При характеристике Островского имения в 1830-х годах отмечается: 

«Крестьяне все хорошо обстроены (…) находятся не только в безнужности, но даже в обильном состоянии (…) занимаются хлебопашеством, но главнейшие их промыслы суть:
1) садоводство, от которого (…) получают неимоверные прибыли,
2) разный в Москву извоз камня и извести,
3) прогон барок,
4) тянутье из золота и серебра канители и резание плиса
5) личные заработки в Москве».
Было развито садоводство, как и в соседних деревнях — Борисове, Шипилове.
Одним из основных промыслов в Зябликове было изготовление канители — вытягивание тонкой медной или посеребрённой проволоки из более толстой через специальное приспособление. Канитель использовалась в парчевом, позументном, золотошвейном и золотокружевном производстве. В конце XIX века в деревне была одна надомная мастерская, в которой работало 15 человек (из семьи хозяина — два взрослых, один малолетний, из наемных рабочих — восемь взрослых, четыре малолетних).
Также было распространено изготовление гильз — это был женский и детский промысел. С 1893 года было налажено производство парусиновых чемоданов.

### В составе Москвы
В 1960 году деревня Зябликово, как и прилегающие территории, была включена в черту Москвы. Сама деревня существовала до середины 1980-х годов, потом её территории начали застраивать современными зданиями, сейчас это 16-й микрорайон Орехова-Борисова. При этом восточная часть деревни (в том числе на другом берегу Кузнецовки) была просто снесена, но не застроена.
Деревня дала название московскому району «Зябликово», хотя находилась вовсе не на его территории, а на территории современного района «Орехово-Борисово Южное», а также станции метро «Зябликово».